# Кај Сигбан
Кај Мане Берје Сигбан (швед. Kai Manne Börje Siegbahn, 20. април 1918. – 20. јул 2007) био је шведски физичар, који је 1981. године добио Нобелову награду за физику „за допринос развоју електронског спектроскопа високе резолуције”.